# Polyura moori
Polyura moori es una especie de lepidóptero de la familia Nymphalidae (subfamilia Charaxinae) del género Polyura.

## Subespecies
- Polyura moori moori (Rothschild & Jordan, 1898)
- Polyura moori sandakanus (Fruhstorfer, 1895)
- Polyura moori khaba (Kheil, 1884)
- Polyura moori javana (Röber, 1895)
- Polyura moori saida (Preyer & Cator, 1894)
- Polyura moori chalazias (Fruhstorfer, 1895)

## Localización
Esta especie se localiza en Assam, Birmania, Península de Malaca, Sumatra, Singapur, Isla Langkawi, Sikkim, Assam, Nias, Java, Borneo, Islas Natuna, Bali.